# 다카라즈카 가극단 67기생
다카라즈카 가극단 67기생은 1979년에 다카라즈카 음악학교에 입학, 1981년에 다카라즈카 가극단에 입단한 39명을 가리킨다.

## 개요
초무대 연목은 하나구미 공연 「다카라즈카 봄의 춤 / 코이텐구 / 퍼스트 러브」이다.
67기생을 촬영한 다큐멘터리가 방송되어 『다큐멘터리 동기생 「죽은 친구를 가슴에 ~다카라즈카 가극단 67기생~」』 (2012년 12월 28일, NHK)가 있다.

## 주요 학생

### OG
- 마야 미키 : 전 하나구미 톱스타
- 스즈카제 마요 : 전 츠키구미 톱스타
- 쿠로키 히토미 : 전 츠키구미 톱여역
- 마리모 에리 : 전 호시구미 톱여역
- 키타하라 요코 : 전 유키구미 여역

### 현역
- 리카 마스미 : 전과 여역

## 일람
| 예명            | 생일      | 출신지                             | 출신 학교                                | 예명의 유래                        | 애칭             | 역할 | 퇴단년도 | 비고                            |
| --------------- | --------- | ---------------------------------- | ---------------------------------------- | ---------------------------------- | ---------------- | ---- | -------- | ------------------------------- |
| 愛ゆりや        | 8월 16일  | 효고현 아마가사키시                | 슈쿠가와가쿠인                           |                                    | 아이짱           | 여역 | 1985년   |                                 |
| 아이 유리야     | 8월 16일  | 효고현 아마가사키시                | 슈쿠가와가쿠인                           |                                    | 아이짱           | 여역 | 1985년   |                                 |
| 愛甲充          | 10월 26일 | 히로시마현 후쿠야마시              | 아켄노호시여자중학교                     | 많은 사람들에게 사랑받을 수 있도록 | 유노             | 남역 | 1991년   |                                 |
| 아이코 미츠루   | 10월 26일 | 히로시마현 후쿠야마시              | 아켄노호시여자중학교                     | 많은 사람들에게 사랑받을 수 있도록 | 유노             | 남역 | 1991년   |                                 |
| 安輝ひさと      | 12월 6일  | 오사카부 오사카시 미나미구         | 오사카테즈카야마가쿠인                   | 성명판단                           | 사카코, 사코짱   | 남역 | 1989년   |                                 |
| 아키 히사토     | 12월 6일  | 오사카부 오사카시 미나미구         | 오사카테즈카야마가쿠인                   | 성명판단                           | 사카코, 사코짱   | 남역 | 1989년   |                                 |
| 阿樹かつら      | 2월 25일  | 히로시마현 쿠레시                  | 오사카부립카스가오카고등학교             |                                    | 오키             | 여역 | 1996년   |                                 |
| 아기 카츠라     | 2월 25일  | 히로시마현 쿠레시                  | 오사카부립카스가오카고등학교             |                                    | 오키             | 여역 | 1996년   |                                 |
| 朝雲こがね      | 1월 23일  | 오사카부 오사카시 히가시스미요시구 | 선진고등학교                             | 괴테의 시에서                      | 미에짱           | 여역 | 1987년   |                                 |
| 아사구모 코가네 | 1월 23일  | 오사카부 오사카시 히가시스미요시구 | 선진고등학교                             | 괴테의 시에서                      | 미에짱           | 여역 | 1987년   |                                 |
| 泉つかさ        | 2월 17일  | 이시카와현 카나자와시              | 호쿠리쿠가쿠인                           | 이즈미 쿄카에서                    | RIE              | 남역 | 1997년   |                                 |
| 이즈미 츠카사   | 2월 17일  | 이시카와현 카나자와시              | 호쿠리쿠가쿠인                           | 이즈미 쿄카에서                    | RIE              | 남역 | 1997년   |                                 |
| 歌敷綾花        | 12월 19일 | 효고현 고베시 스마구               | 무코가와가쿠인                           | 어머니의 예명                      | バンちゃん       | 여역 | 1989년   | 엄마 우타시키 토모코 (42)       |
| 우타시키 아야카 | 12월 19일 | 효고현 고베시 스마구               | 무코가와가쿠인                           | 어머니의 예명                      | バンちゃん       | 여역 | 1989년   | 엄마 우타시키 토모코 (42)       |
| 榎利佳          | 7월 21일  | 오사카부 오사카시                  | 코요다이고등학교                         | 지인이 명명                        | 미카요, 미카짱   | 여역 | 1984년   | 에노키 리카 (榎りか)로 개명     |
| 에노키 리카     | 7월 21일  | 오사카부 오사카시                  | 코요다이고등학교                         | 지인이 명명                        | 미카요, 미카짱   | 여역 | 1984년   | 에노키 리카 (榎りか)로 개명     |
| 大咲実果        | 10월 31일 | 오사카부 사카이시                  | 쇼인죠시가쿠인                           | 가족이 고안                        | 노리짱, 히지키   | 남역 | 1989년   |                                 |
| 오오사키 미카   | 10월 31일 | 오사카부 사카이시                  | 쇼인죠시가쿠인                           | 가족이 고안                        | 노리짱, 히지키   | 남역 | 1989년   |                                 |
| 風早三穂        | 4월 12일  | 도쿄도 토시마구                    | 유리가쿠인고등학교                       | 만요슈에서 지인이 명명             | 리카             | 여역 | 1984년   |                                 |
| 카자하야 미호   | 4월 12일  | 도쿄도 토시마구                    | 유리가쿠인고등학교                       | 만요슈에서 지인이 명명             | 리카             | 여역 | 1984년   |                                 |
| 舵一星          | 3월 12일  | 도쿄도 카츠시카구                  | 고쿠부다이여자고등학교                   |                                    | 미츠요, 밋짱     | 남역 | 1991년   |                                 |
| 카지 잇세이     | 3월 12일  | 도쿄도 카츠시카구                  | 고쿠부다이여자고등학교                   |                                    | 미츠요, 밋짱     | 남역 | 1991년   |                                 |
| 賀美さつき      | 2월 23일  | 도쿄도 네리마구                    | 카와무라가쿠엔고등학교                   | 시모다 카게키가 명명               | 로코             | 여역 | 1986년   |                                 |
| 카미 사츠키     | 2월 23일  | 도쿄도 네리마구                    | 카와무라가쿠엔고등학교                   | 시모다 카게키가 명명               | 로코             | 여역 | 1986년   |                                 |
| 北原遙子        | 4월 23일  | 카나가와현 요코하마시              | 요코하마히라누마고등학교                 |                                    | 유미짱, 유미코   | 여역 | 1984년   | 키타하라 요코 (北原遥子)로 개명 |
| 키타하라 요코   | 4월 23일  | 카나가와현 요코하마시              | 요코하마히라누마고등학교                 |                                    | 유미짱, 유미코   | 여역 | 1984년   | 키타하라 요코 (北原遥子)로 개명 |
| 潔香しのぶ      | 5월 6일   | 카나가와현 후지사와시              | 후지사와고등학교                         | 본명에서 자신이 고안               | 키요카           | 남역 | 1983년   |                                 |
| 시요카 시노부   | 5월 6일   | 카나가와현 후지사와시              | 후지사와고등학교                         | 본명에서 자신이 고안               | 키요카           | 남역 | 1983년   |                                 |
| 黒木瞳          | 10월 5일  | 후쿠오카현 야메시                  | 야메고등학교                             | 이츠키 히로유키가 명명             | 쇼-코            | 여역 | 1985년   |                                 |
| 쿠로키 히토미   | 10월 5일  | 후쿠오카현 야메시                  | 야메고등학교                             | 이츠키 히로유키가 명명             | 쇼-코            | 여역 | 1985년   |                                 |
| 小乙女幸        | 7월 10일  | 도쿄도 네리마구                    | 무사시노죠시가쿠인고등학교               | 어머니의 예명                      | 링고             | 여역 | 1998년   | 엄마 사오토메 스미레 (33)       |
| 사오토메 사치   | 7월 10일  | 도쿄도 네리마구                    | 무사시노죠시가쿠인고등학교               | 어머니의 예명                      | 링고             | 여역 | 1998년   | 엄마 사오토메 스미레 (33)       |
| 沙霧じゅん      | 11월 12일 | 아이치현 나고야시                  | 즈이료고등학교                           |                                    | 네코             | 남역 | 1982년   |                                 |
| 사기리 준       | 11월 12일 | 아이치현 나고야시                  | 즈이료고등학교                           |                                    | 네코             | 남역 | 1982년   |                                 |
| 幸風イレネ      | 3월 6일   | 멕시코합중국                       | Esc. Sec. Prep. de la Ciud. 멕시코       |                                    | 이레네           | 남역 | 1993년   |                                 |
| 사치카제 이레네 | 3월 6일   | 멕시코합중국                       | Esc. Sec. Prep. de la Ciud. 멕시코       |                                    | 이레네           | 남역 | 1993년   |                                 |
| 涼風真世        | 9월 11일  | 미야기현 이시노마키시              | 오사카쿤에이고등학교                     | 선풍기・「시원한 바람(涼風)」      | 카나메           | 남역 | 1993년   |                                 |
| 스즈카제 마요   | 9월 11일  | 미야기현 이시노마키시              | 오사카쿤에이고등학교                     | 선풍기・「시원한 바람(涼風)」      | 카나메           | 남역 | 1993년   |                                 |
| 夏樹智          | 10월 24일 | 군마현 키류시                      | 키류여자고등학교                         |                                    | 밍고, 미도리짱   | 남역 | 1984년   |                                 |
| 나츠키 토모     | 10월 24일 | 군마현 키류시                      | 키류여자고등학교                         |                                    | 밍고, 미도리짱   | 남역 | 1984년   |                                 |
| 夏草かをり      | 10월 1일  | 교토부 교토시                      | 나가오카제3중학교                        | 만요슈에서 존경하는 사람이 명명    | 메자, 카오리     | 여역 | 1983년   |                                 |
| 나츠쿠사 카오리 | 10월 1일  | 교토부 교토시                      | 나가오카제3중학교                        | 만요슈에서 존경하는 사람이 명명    | 메자, 카오리     | 여역 | 1983년   |                                 |
| 並樹かおり      | 12월 15일 | 시가현 오오츠시                    | 아와츠중학교                             | 본명에서 자신이 고안               | 카오리           | 여역 | 1989년   |                                 |
| 나미키 카오리   | 12월 15일 | 시가현 오오츠시                    | 아와츠중학교                             | 본명에서 자신이 고안               | 카오리           | 여역 | 1989년   |                                 |
| 南郷希恵        | 10월 6일  | 나가노현 사쿠시                    | 니카이도고등학교                         | 본명에서                           | 키에짱           | 남역 | 1985년   |                                 |
| 난고 키에       | 10월 6일  | 나가노현 사쿠시                    | 니카이도고등학교                         | 본명에서                           | 키에짱           | 남역 | 1985년   |                                 |
| 萩奈緒美        | 10월 26일 | 도쿄도 츄오구                      | 노트르담가쿠엔니이가타세이신여자고등학교 | 어머니의 예명                      | 사키짱, 사키코   | 여역 | 1989년   | 엄마 하기 마사에 (43)           |
| 하기 나오미     | 10월 26일 | 도쿄도 츄오구                      | 노트르담가쿠엔니이가타세이신여자고등학교 | 어머니의 예명                      | 사키짱, 사키코   | 여역 | 1989년   | 엄마 하기 마사에 (43)           |
| 花朱里          | 1월 18일  | 후쿠오카현 후쿠오카시 니시구       | 후쿠오카시세이카여자고등학교             | 지인이 명명                        | 토모짱           | 여역 | 1983년   |                                 |
| 하나 아카리     | 1월 18일  | 후쿠오카현 후쿠오카시 니시구       | 후쿠오카시세이카여자고등학교             | 지인이 명명                        | 토모짱           | 여역 | 1983년   |                                 |
| 文月玲          | 7월 9일   | 사이타마현 쿠마가야시              | 쿠마가야여자고등학교                     | 탄생월 본명                        | 훗짱, 훗사마     | 남역 | 1989년   |                                 |
| 후즈키 레이     | 7월 9일   | 사이타마현 쿠마가야시              | 쿠마가야여자고등학교                     | 탄생월 본명                        | 훗짱, 훗사마     | 남역 | 1989년   |                                 |
| 舞希彩          | 4월 15일  | 도쿄도 쿠니타치시                  | 하고로모가쿠엔                           | 지인이 명명                        | 에미             | 여역 | 1994년   | 딸 사아야 이치고 (104)          |
| 마이키 아야     | 4월 15일  | 도쿄도 쿠니타치시                  | 하고로모가쿠엔                           | 지인이 명명                        | 에미             | 여역 | 1994년   | 딸 사아야 이치고 (104)          |
| 増美ゆた賀      | 1월 18일  | 효고현 다카라즈카시                | 아시야가쿠엔                             | 지인이 명명                        | 후미요           | 남역 | 1988년   |                                 |
| 마스미 유타카   | 1월 18일  | 효고현 다카라즈카시                | 아시야가쿠엔                             | 지인이 명명                        | 후미요           | 남역 | 1988년   |                                 |
| 街麻利衣        | 2월 25일  | 도쿄도 미나토구                    | 토키와마츠가쿠엔                         | 아쿠 유가 명명                     | 키요-노          | 여역 | 1984년   |                                 |
| 마치 마리이     | 2월 25일  | 도쿄도 미나토구                    | 토키와마츠가쿠엔                         | 아쿠 유가 명명                     | 키요-노          | 여역 | 1984년   |                                 |
| 真矢みき        | 1월 31일  | 오사카부 토요나카시                | 토요나카시립제2중학교                    | 쭉 뻗은 화살처럼                   | 미키             | 남역 | 1998년   | 마야 미키 (真矢ミキ)로 개명     |
| 마야 미키       | 1월 31일  | 오사카부 토요나카시                | 토요나카시립제2중학교                    | 쭉 뻗은 화살처럼                   | 미키             | 남역 | 1998년   | 마야 미키 (真矢ミキ)로 개명     |
| 麻梨いつか      | 7월 15일  | 도쿄도 키타구                      | 슈쿠토쿠고등학교                         |                                    | 마미             | 여역 | 1983년   |                                 |
| 마리 이츠카     | 7월 15일  | 도쿄도 키타구                      | 슈쿠토쿠고등학교                         |                                    | 마미             | 여역 | 1983년   |                                 |
| 毬藻えり        | 6월 3일   | 도쿄도 후츄시                      | 공립여자제2고등학교                      |                                    | 시기             | 여역 | 1992년   |                                 |
| 마리모 에리     | 6월 3일   | 도쿄도 후츄시                      | 공립여자제2고등학교                      |                                    | 시기             | 여역 | 1992년   |                                 |
| 水原環          | 8월 6일   | 효고현 고베시                      | 미도리다이고등학교                       |                                    | 타라, 타카짱     | 여역 | 1987년   |                                 |
| 미즈하라 타마키 | 8월 6일   | 효고현 고베시                      | 미도리다이고등학교                       |                                    | 타라, 타카짱     | 여역 | 1987년   |                                 |
| 三ツ矢直生      | 4월 21일  | 도쿄도 세타가야구                  | 구단시라유리가쿠엔                       | 모리 모토나리의 가르침             | 유카짱           | 남역 | 1990년   | 미츠야 나오 (三矢直生)로 개명   |
| 미츠야 나오     | 4월 21일  | 도쿄도 세타가야구                  | 구단시라유리가쿠엔                       | 모리 모토나리의 가르침             | 유카짱           | 남역 | 1990년   | 미츠야 나오 (三矢直生)로 개명   |
| 緑中陽子        | 7월 26일  | 홋카이도 오비히로시                | 선진고등학교                             | 지인이 명명                        | 유키짱, 나츠미짱 | 여역 | 1984년   |                                 |
| 미도리나카 요코 | 7월 26일  | 홋카이도 오비히로시                | 선진고등학교                             | 지인이 명명                        | 유키짱, 나츠미짱 | 여역 | 1984년   |                                 |
| 宮麻里奈        | 3월 24일  | 카나가와현 후지사와시              | 세이엔죠가쿠인                           | 지인이 명명                        | 마유미           | 남역 | 1987년   |                                 |
| 미야 마리나     | 3월 24일  | 카나가와현 후지사와시              | 세이엔죠가쿠인                           | 지인이 명명                        | 마유미           | 남역 | 1987년   |                                 |
| 佑汐まな花      | 9월 3일   | 오사카부 토요나카시                | 토요나카제11중학교                       |                                    | 쿠루미           | 여역 | 1984년   |                                 |
| 유우시오 마나카 | 9월 3일   | 오사카부 토요나카시                | 토요나카제11중학교                       |                                    | 쿠루미           | 여역 | 1984년   |                                 |
| 燁明            | 6월 12일  | 효고현 고베시 츄오구               | 중화동문학교                             |                                    | 요우짱           | 남역 | 1988년   | 아들 sexy zone 마리우스 요      |
| 요 아키라       | 6월 12일  | 효고현 고베시 츄오구               | 중화동문학교                             |                                    | 요우짱           | 남역 | 1988년   | 아들 sexy zone 마리우스 요      |
| 梨花ますみ      | 4월 14일  | 오사카부 오사카시                  | 슈쿠가와가쿠인                           |                                    | 미토             | 여역 |          |                                 |
| 리카 마스미     | 4월 14일  | 오사카부 오사카시                  | 슈쿠가와가쿠인                           |                                    | 미토             | 여역 |          |                                 |